# TIROS-1

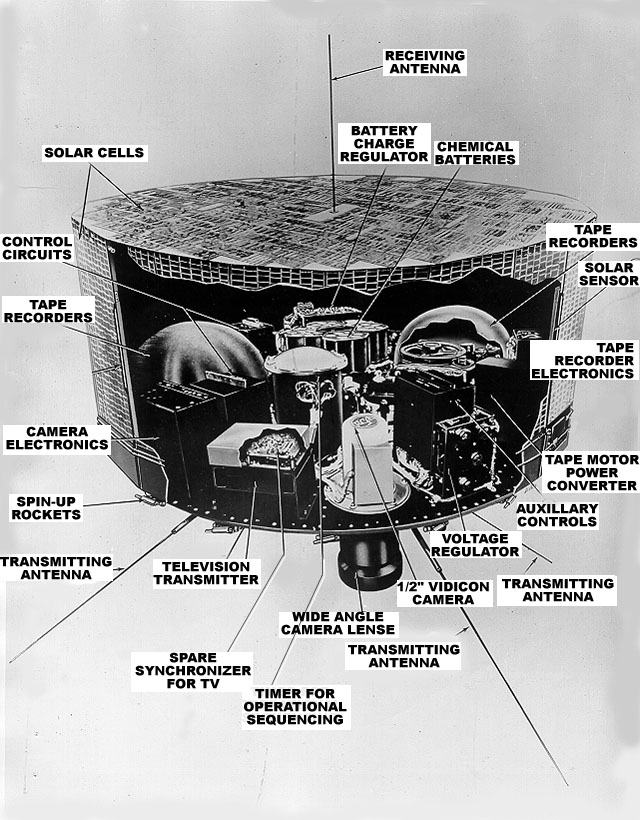
Onderdelen van Tiros I

De TIROS-1, ook wel Tiros I, was de eerste succesvolle weersatelliet. Tiros staat voor Television Infrared Observation Satellite, en Tiros-1 was de eerste uit die serie. Hij werd gelanceerd om 06:40 op 1 april 1960. Deze satelliet was de eerste weersatelliet die door de NASA gemaakt en gelanceerd is. Hij zond de eerste televisiebeelden van het weer uit de ruimte. Dat deed hij met twee zwart-wit-televisiecamera's.